# Gypsy's Kiss
Gypsy's Kiss — британський рок-гурт з Лондона.

## Історія
Девід Сміт і Стів Харріс (Iron Maiden) виросли та жили неподалік один від одного в Східному Лондоні. Стів жив на Steele Road E11, а Девід жив на Downsell Road E15. Важливо, що обидва друзі навчалися в середній школі округу Лейтон для хлопчиків. Стів і Девід стали дуже хорошими друзями, і коли вони закінчили школу в 1973 році, вони зміцнили свою дружбу спільною пристрастю до футбольного клубу «West Ham United FC», року та прог-музики. Вони вирішили створити гурт. Коли вони розвивали ідеї, Девід допоміг Стіву вибрати його перші інструменти; копія баса Fender Telecaster, а потім Danelectro Longhorn,  натхненний Рінусом Геррітсоном із Golden Earring.
Двоє друзів були налаштовані рішуче й хотіли бути в рок-гурті. Невдовзі вони знайшли фантастичного барабанщика Пола Сірса (друга напарника Девіда) та вокаліста Боба Вершойла (ще одного шкільного друга Стіва), і почав набиратися імпульс для новоствореної групи. Взимку 1973 року вони створили групу як «Influence» і інтенсивно репетирували в студії Аллана Гордона в Лейтоні, а також у знаменитій вітальні Стіва Нан. Вони відточили свою майстерність, граючи протягом кількох місяців, а потім виступили на концерті — конкурсі талантів у Попларі, організованому Дейвом Лайтсом. Перший платний концерт відбувся у квітні 1974 року, коли Influence зіграли всесвітньо відомі Cart & Horses.
У середині 1974 року до Gypsy's Kiss приєднався Тім Неш другим гітаристом. Вони мали платні концерти переважно в культовому Bridge House у Каннінг-Тауні, де Пол Маріо Дей вперше побачив їх виступ. Вони також продовжували грати в Cart & Horses, яку пізніше називають місцем народження Iron Maiden. Gypsy's Kiss перестав існувати в середині 1975 року, хоча всі залишились хорошими друзями.
Протягом багатьох років Девіда багато разів просили переробити Gypsy's Kiss, але він завжди відповідав ні. Нарешті він погодився, коли його попросили зіграти на Burrfest у березні 2018 року (з вокалом Бобом Вершойлом). Угода про виступ була одноразовою. Далі концертувати не було бажання. На концерті возз'єднання, на якому також брали участь басист Gypsy's Kiss і великий друг Шон Стір, який, на жаль, помер.
Концерт возз'єднання пройшов настільки добре, що його стало неможливо ігнорувати, і Девід погодився дати ще два концерти у 2018 році з поточним складом. Приголомшений і вмотивований всесвітньою підтримкою спільноти шанувальників Iron Maiden, Девід вирішив, що буде продовжувати все це, і Gypsy's Kiss знову стали справжнім гуртом. З того часу вони активно виступають і випустили новий сингл у 2019 році, а потім платівку у 2020 році. Зараз Gypsy's Kiss активно записують новий матеріал для альбому.

## Учасники гурту

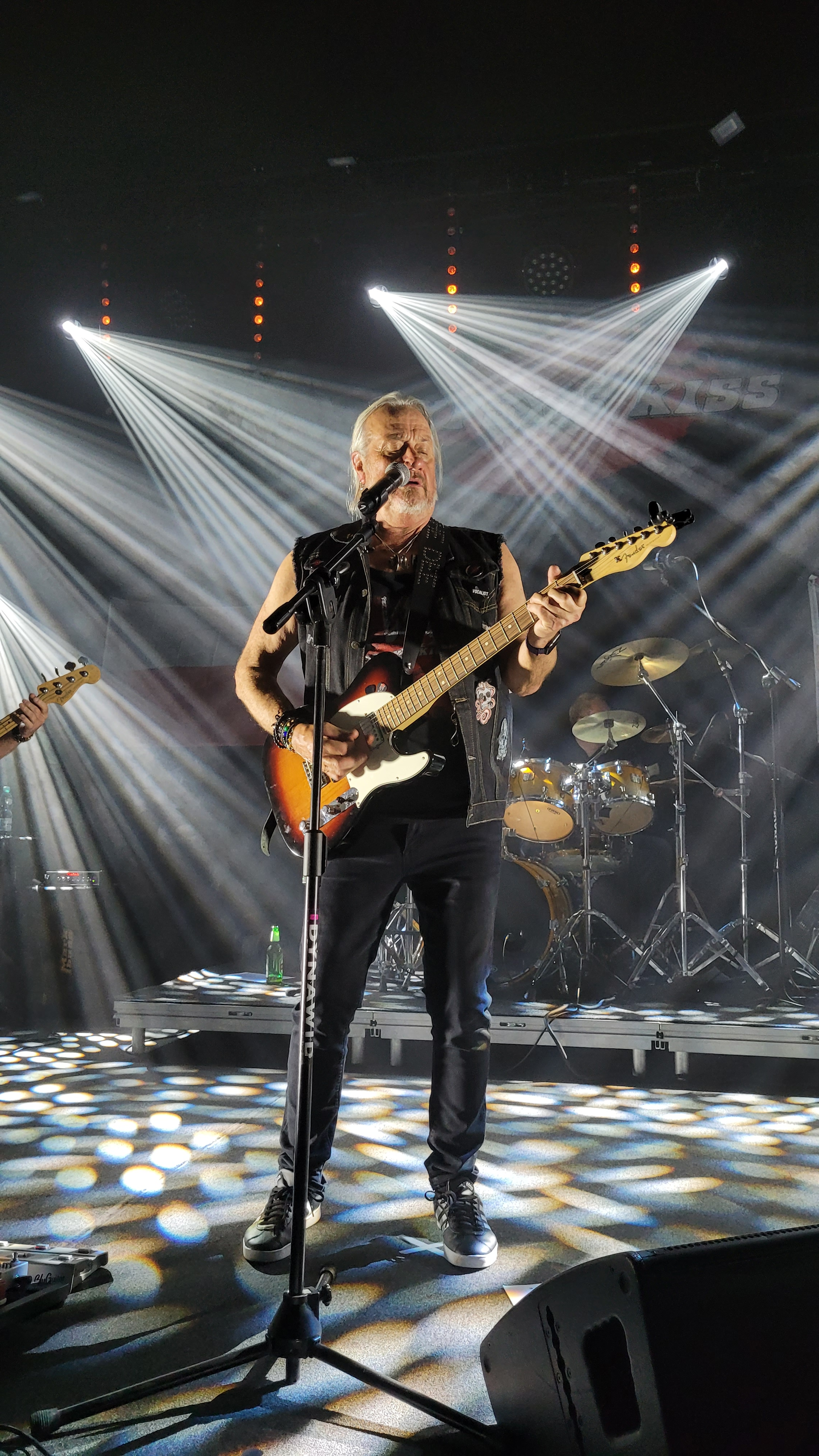
Девід Сміт
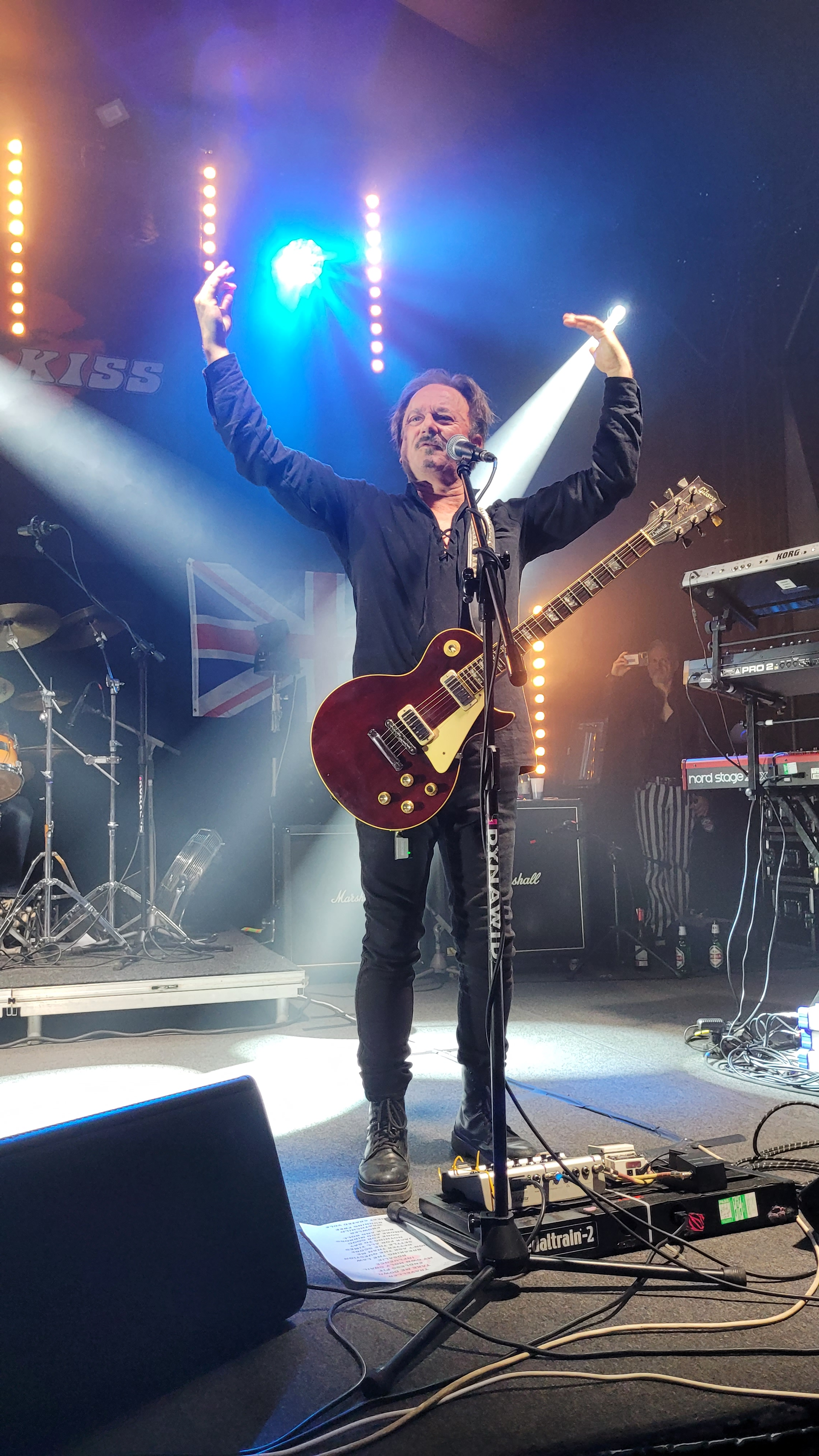
Джонатан Морлі
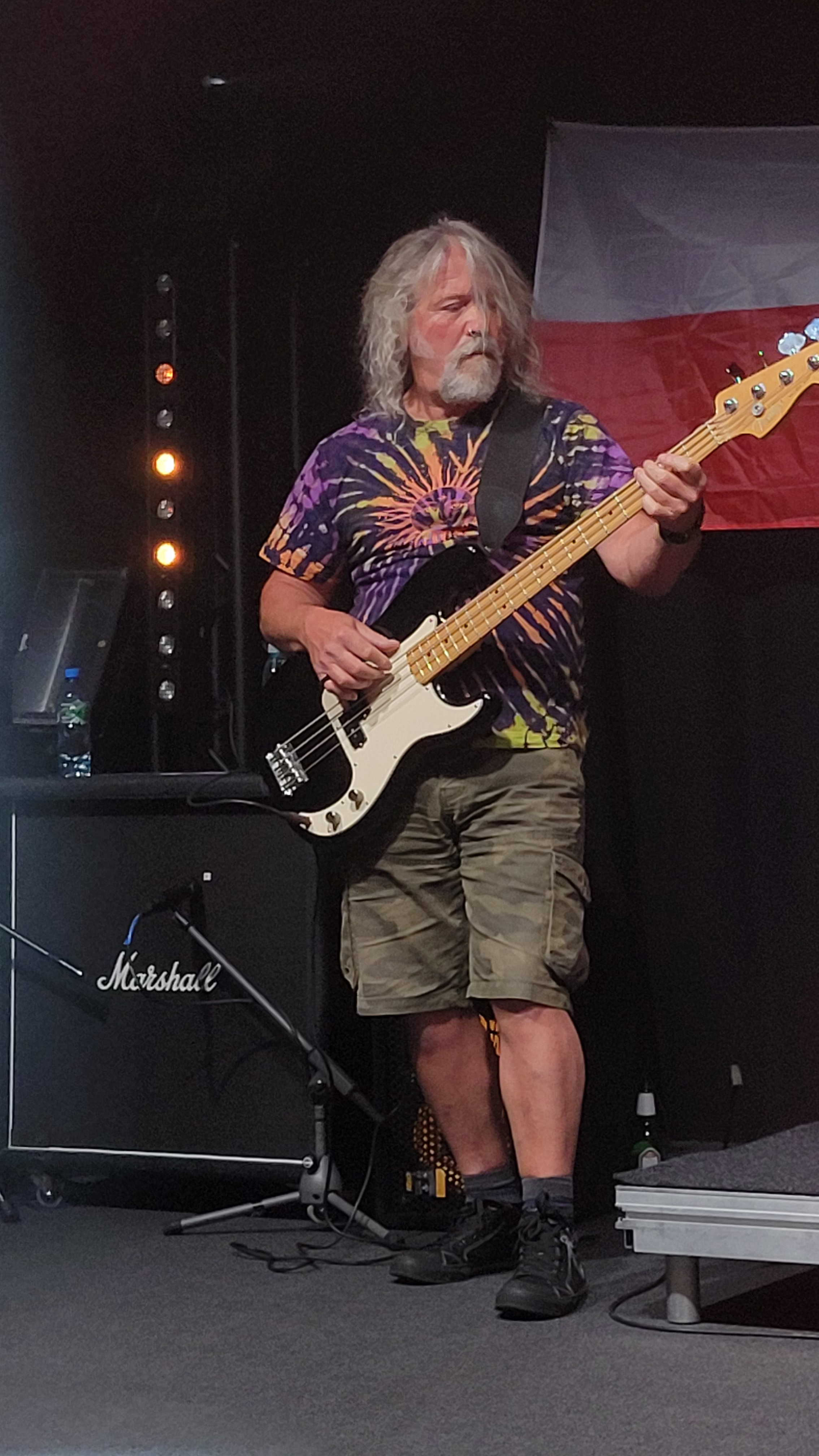
Робін Гаткам
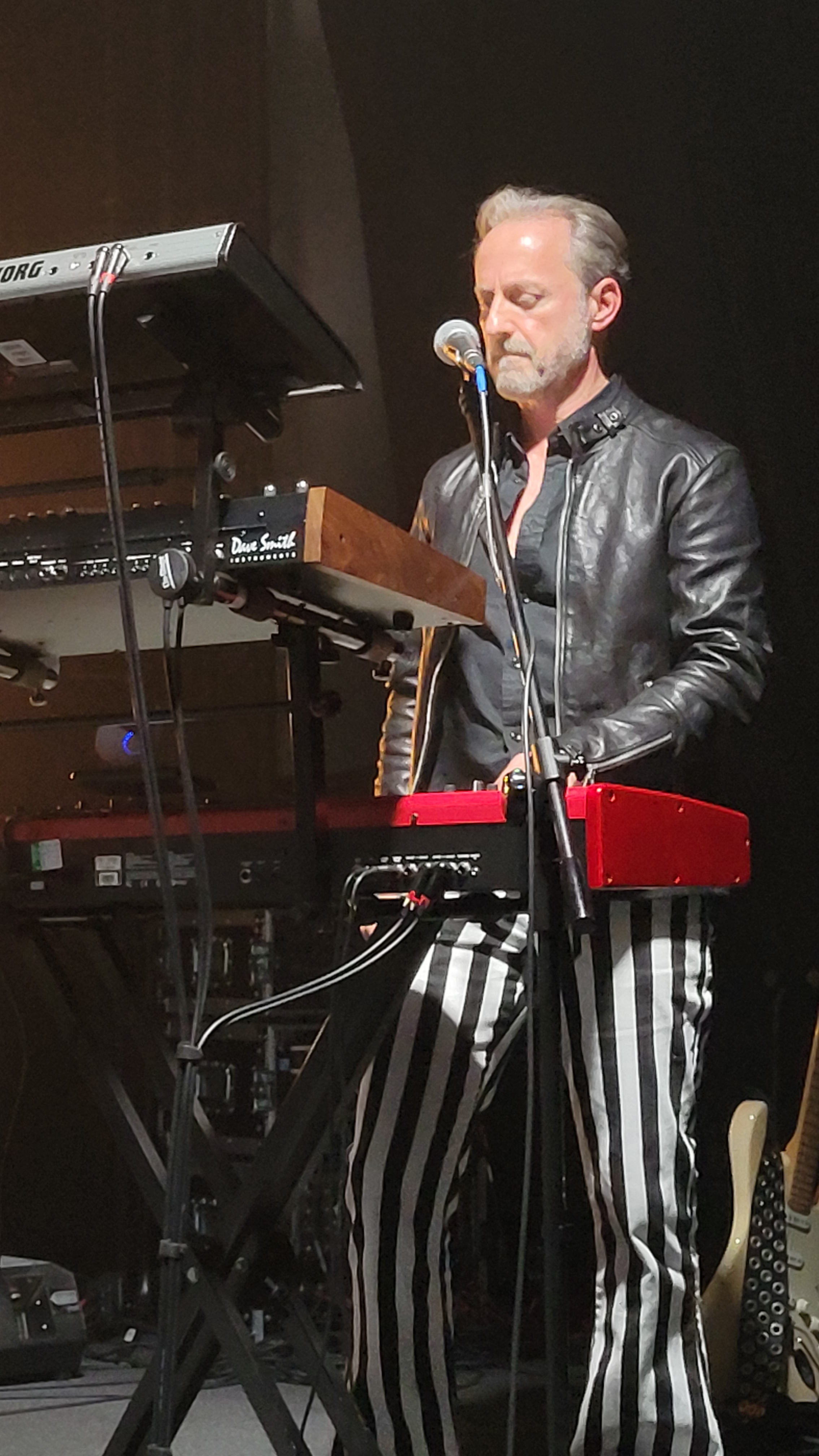
Росс Хантер
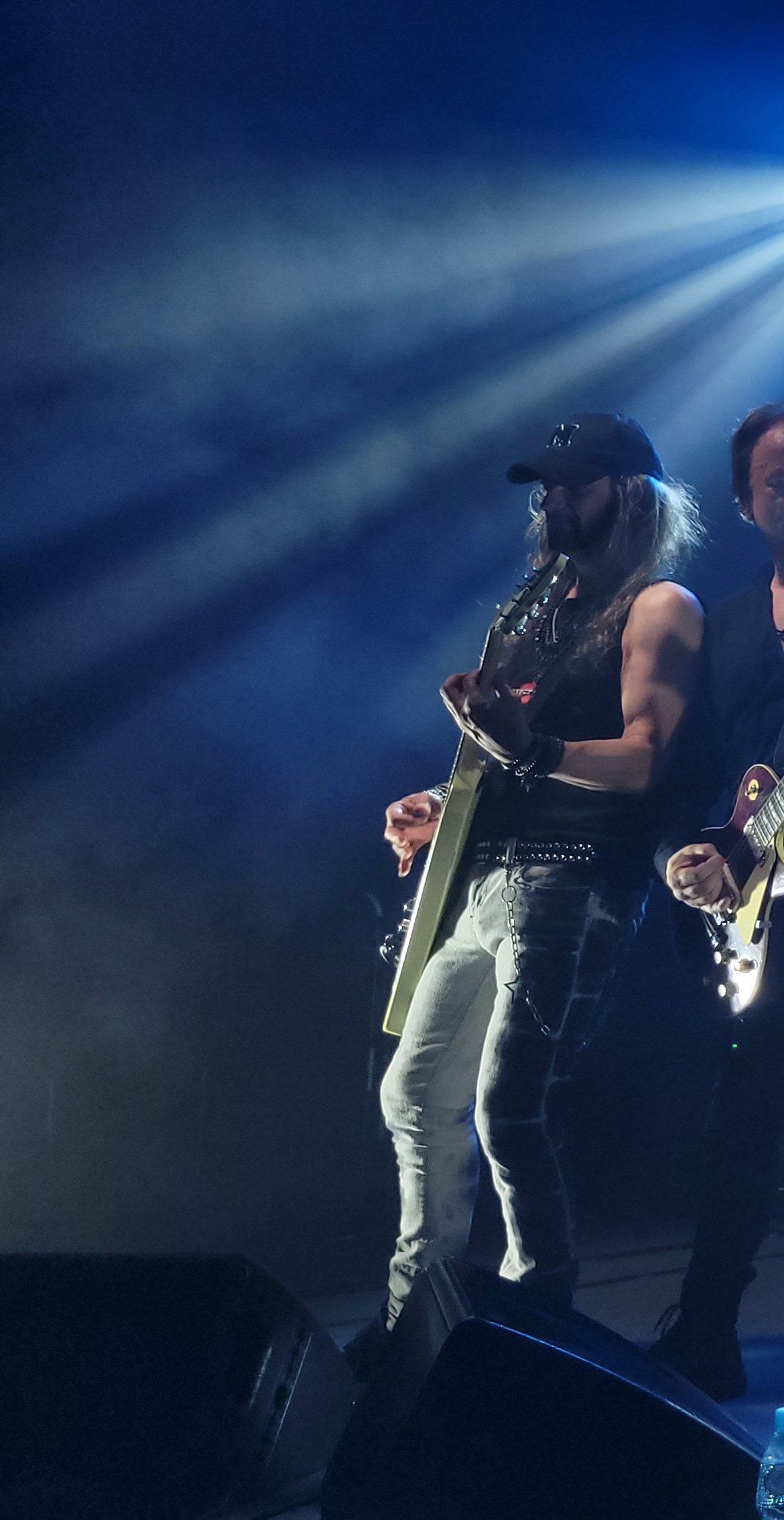
Фрейзер Марр
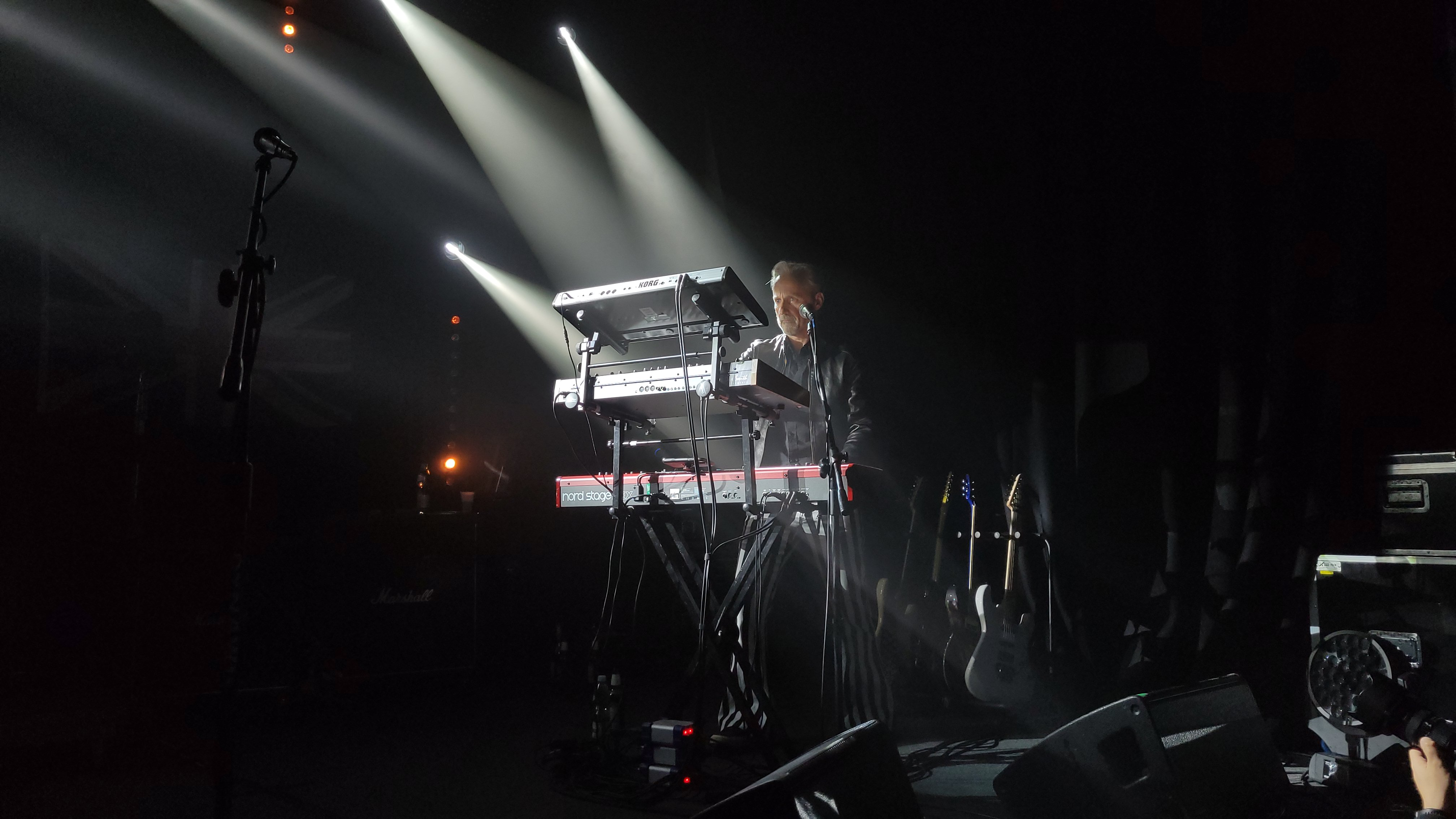
Росс Хантер
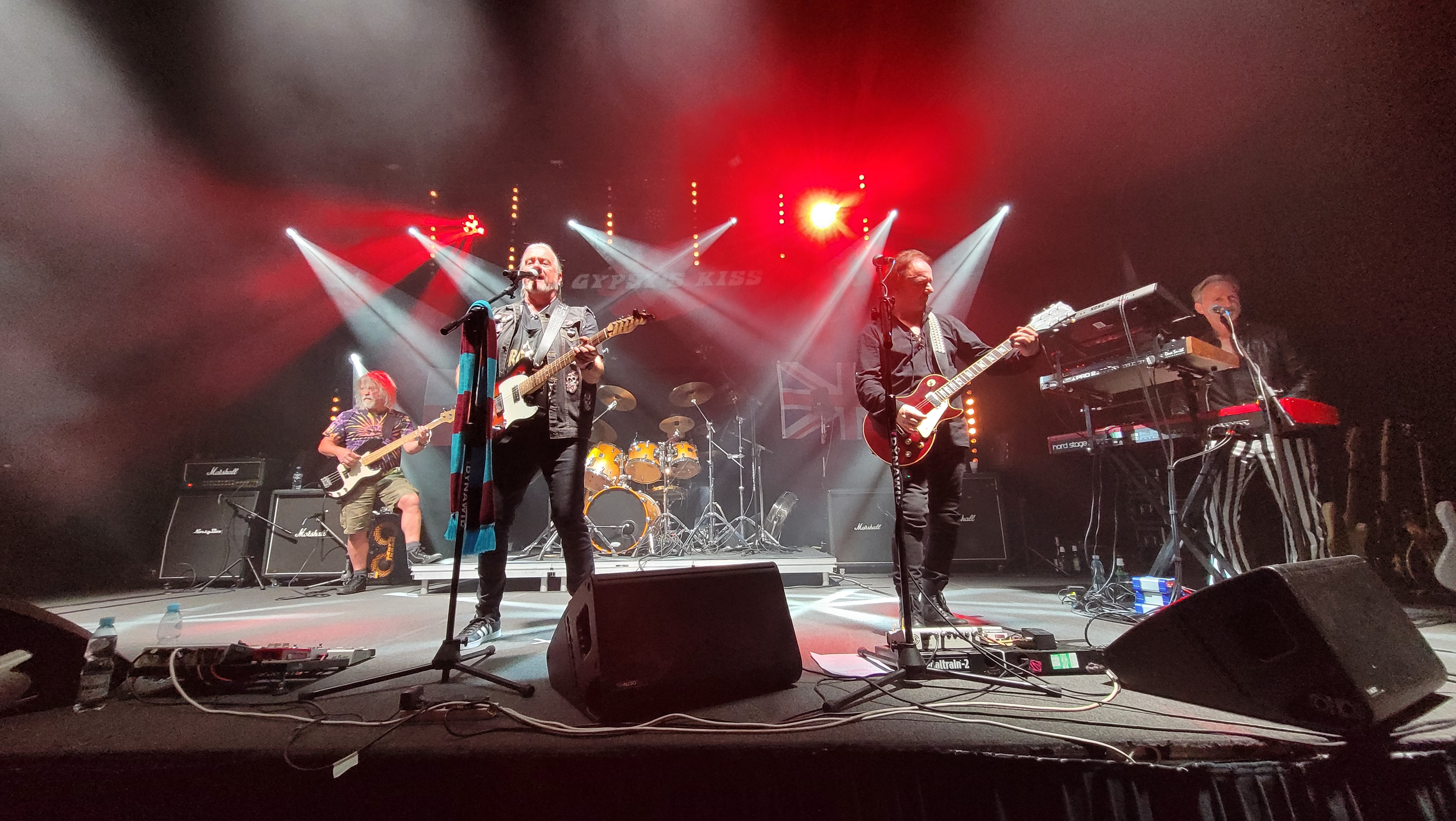
Концерт Gypsy's Kiss в Любліні. 11.06.2023
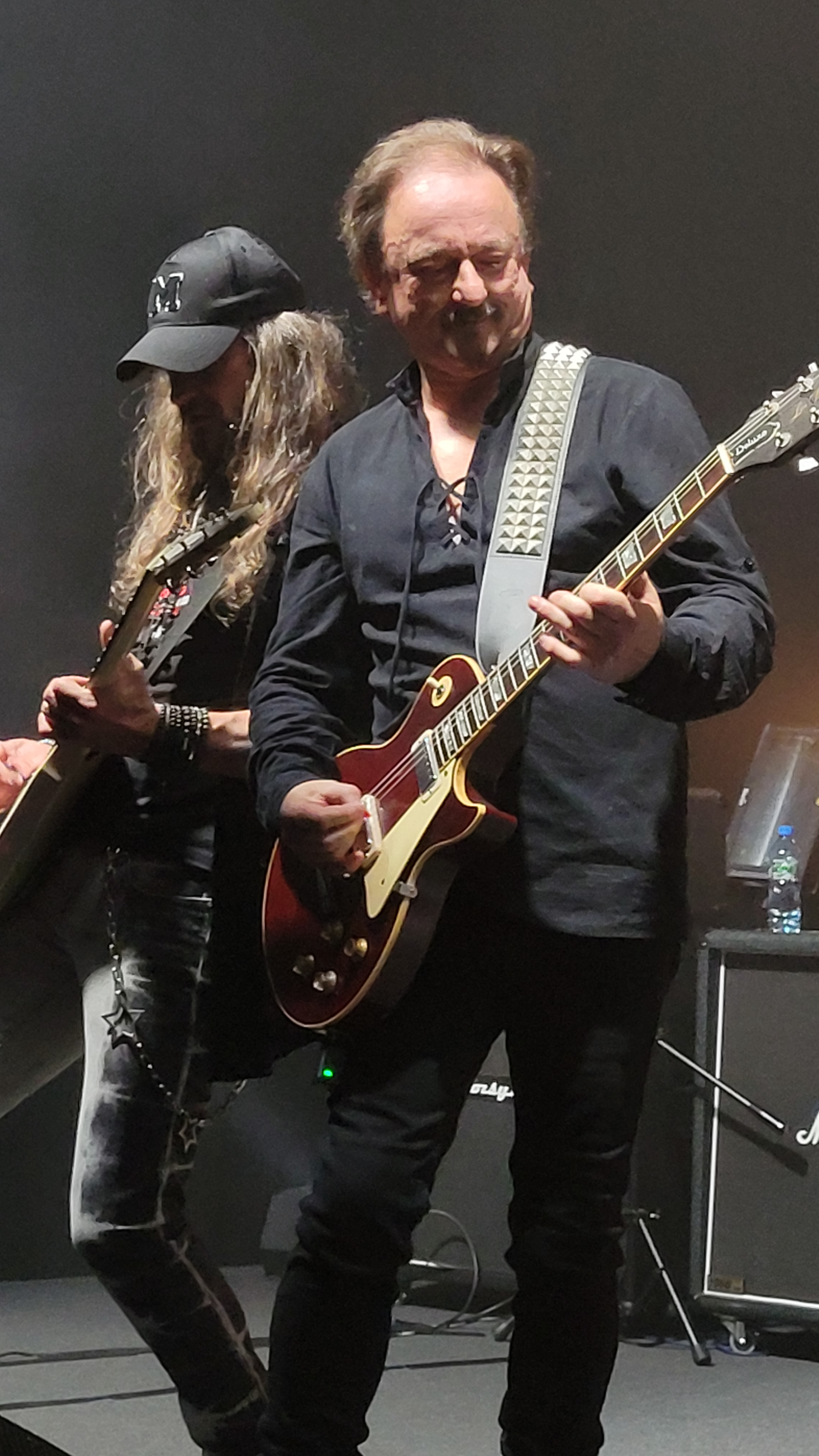
Фрейзер Марр і Джонатан Морлі
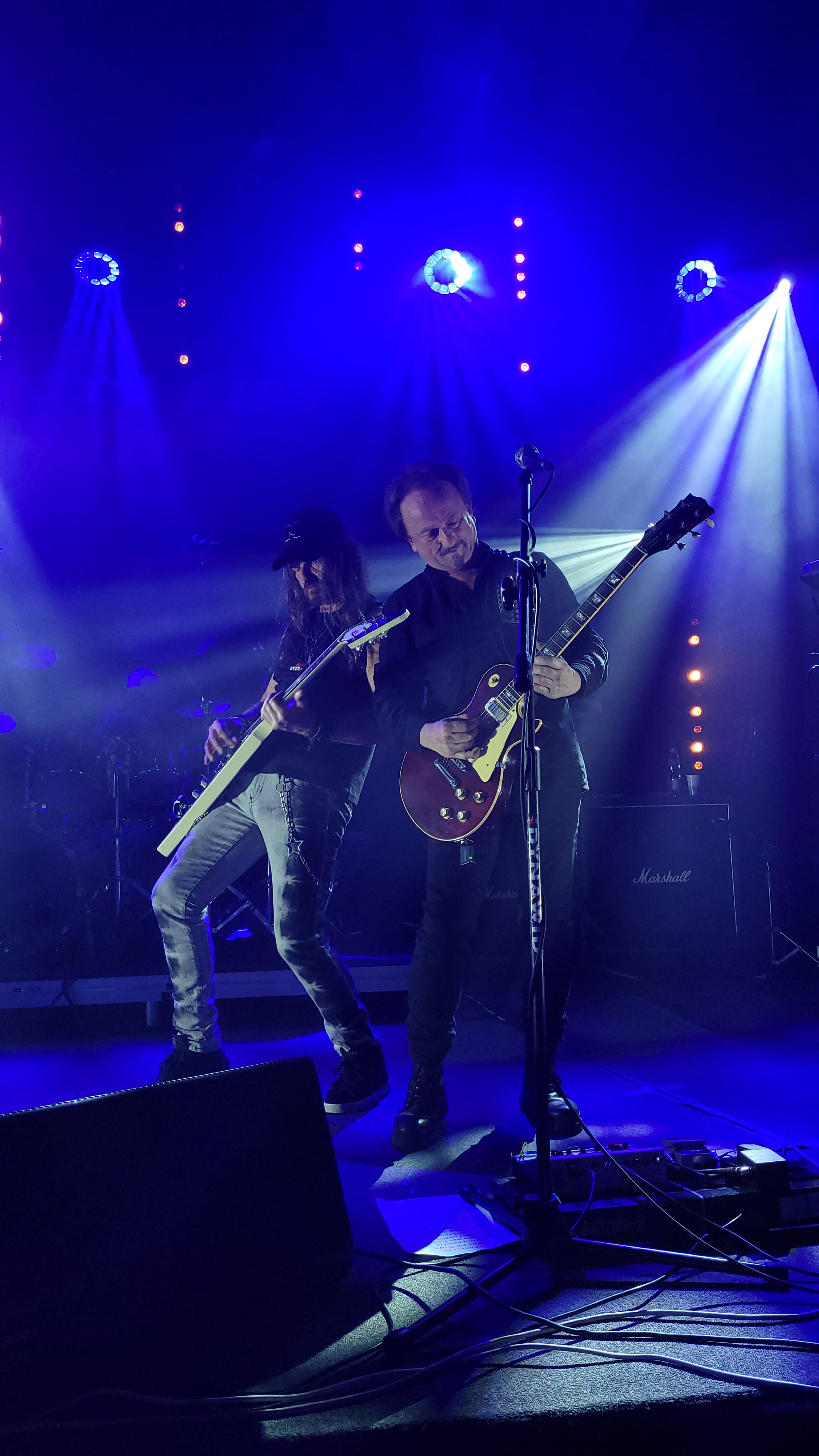
Фрейзер Марр і Джонатан Морлі

## Поточний склад
- Девід Сміт (головний вокал і гітара).
- Джонатан Морлі (гітара і вокал).
- Фрейзер Марр (гітара).
- Росс Хантер (клавіші і вокал).
- Робін Гаткам (бас і вокал).
- Стюарт Еммс (ударні).